# 삼파이우 코헤아 FC
삼파이우 코헤아 푸치보우 클루비는 삼파이우 코헤아로 많이 불리는 브라질의 축구단으로 마라냥주의 상루이스를 연고로 한다. 현재 캄페오나투 브라질레이루 세리에 D와 캄페오나투 마랴센세에 참가하고 있다.

## 우승
- 캄페오나투 브라질레이루 세리에 B: 1

1972
- 캄페오나투 브라질레이루 세리에 C: 1

1997
- 캄페오나투 브라질레이루 세리에 D: 1

2012
- 코파 노르치: 1

1998
- 캄페오나투 마라냥: 32

1933, 1934, 1940, 1942, 1953, 1954, 1956, 1961, 1962, 1964, 1965, 1972, 1975, 1976, 1978, 1980, 1984, 1985, 1986, 1987, 1988, 1990, 1991, 1992, 1997, 1998, 2002, 2003, 2010, 2011, 2012, 2014

## 선수 명단

### 현역
참고: FIFA 자격 규정에 따라 소속된 국가대표팀 국기를 표시합니다. 선수는 복수의 FIFA 비회원국 국적을 가지고 있을 수 있습니다.
| 번호 | 포지션 | 국적 | 이름 |
| ---- | ------ | ---- | ---- |

| 번호 | 포지션 | 국적 | 이름 |
| ---- | ------ | ---- | ---- |
| -    | FW     |      | 조   |

## 역대 감독
| 감독          | 임기 |
| ------------- | ---- |
| 로페스 와그너 | 2016 |